# Radclive
Radclive est un village du Buckinghamshire, en Angleterre.